# Марен (Нідерланди)
Марен (нід. Maren) — село в нідерландській провінції Північний Брабант. Входить до муніципалітету Осс.
Його площа становить 0,77 км², а населення станом на 2021 рік складало 230 осіб.
Перша згадка про населений пункт датується 997 роком.
До 1821 року мало статус окремого муніципалітету.